# Motín de Sierra Chica
El motín de Sierra Chica fue un motín iniciado en la tarde del sábado 30 de marzo de 1996 y finalizado ocho días después, en la Unidad Penal N.º 2 de Sierra Chica en el partido-municipio de Olavarría, en el interior de la provincia argentina de Buenos Aires, por 13 presos que intentaban fugarse. Los amotinados se dirigieron hacia la entrada principal y cuando la guardia armada comenzó a disparar usaron como escudo a los guardia cárceles que habían apresado, algunos de los cuales resultaron heridos.
Al frustrarse su intento, el grupo se replegó al interior del penal, tomó rehenes y atacó a integrantes de una banda rival, varios de los cuales fueron asesinados, descuartizados e incinerados en el horno de la panadería. Posteriormente hubo versiones de que habían preparado comida, empanadas, con carne humana. Al cabo de ocho días se entregaron y liberaron a los rehenes. Un juicio celebrado posteriormente impuso condenas a los participantes del que se considera uno de los motines más sangrientos en la historia penitenciaria del país.

## Desarrollo del motín
El 30 de marzo de 1996 trece presos con edades de entre 25 y 41 años, intentaron fugarse por la entrada. Eligieron esa fecha porque era el sábado de la Semana Santa de ese año y las medidas de seguridad eran más relajadas. Los guardias los enfrentaron a tiros y mataron a uno de los presos, por lo que los doce restantes fueron conocidos desde entonces como «Los Doce Apóstoles». Los amotinados tomaron rehenes (entre ellos 13 guardiacárceles y varios Testigos de Jehová) en tanto otros 1500 internos se adhirieron al levantamiento. Cuando horas más tarde entró a la cárcel para parlamentar la jueza en lo Criminal y Correccional N.º 1 de Azul, María Mercedes Malére, también fue retenida por los internos al igual que el Secretario del Juzgado en una acción contraria a las reglas no escritas que se seguían en este tipo de hechos. En poco tiempo, en varias cárceles entraron en estado de protesta cerca de 10.000 presos. Esto sucedió en cárceles de La Plata (capital de la Provincia de Buenos Aires), así como en otras cárceles del interior de esa provincia (Azul, Bahía Blanca, Batán, Dolores y San Nicolás de los Arroyos). Los rebeldes permitieron que un guardiacárcel entrara como rehén en reemplazo de otros dos que habían resultado heridos.
Los amotinados no formularon ningún tipo de peticiones a las autoridades y lo que comenzó como un intento de fuga continuó como guerra entre el grupo de presos de los Apóstoles y el que lideraba Agapito "Gapo" Lencinas. Los primeros asesinaron a 8 internos, incluyendo a Lencinas y a varios de sus seguidores, los descuartizaron y después incineraron los cuerpos en el horno de la panadería del penal a 700 grados.
Afuera del penal familiares de presos y rehenes, periodistas, autoridades penitenciarias y políticas se congregaban sobre la avenida Pedro Iriart Legorburu, frente a la cárcel. Los medios dieron una cobertura que nunca había tenido la localidad e incluso había turistas que se acercaban al penal para averiguar lo que estaba sucediendo mientras arreciaban los rumores. 
Recién a los 8 días los "12 Apóstoles" se entregaron a las autoridades a cambio de ser trasladados a la cárcel de Caseros (hoy cerrada), ubicada en el barrio de Parque Patricios de la ciudad de Buenos Aires. Dos meses después, el 25 de mayo, trataron de fugarse de su nuevo lugar de detención y tomaron rehenes, pero al cabo de 6 horas debieron rendirse cuando efectivos del Servicio Penitenciario entraron al penal y reprimieron la revuelta.
Años después algunos guardia cárceles todavía denunciaban que padecían secuelas psicológicas originadas en los hechos vividos.

## Juzgamiento
En febrero de 2000 comenzó el juicio por el motín, que por la peligrosidad de los presos se realizó en el penal de máxima seguridad de Sierra Chica en Olavarría, utilizando por primera vez en el país un sistema de transmisión de imágenes y audio que conectaba a los acusados, que estaban encerrados en tres celdas, a la sala de audiencias preparada al efecto a unos 200 metros de allí, donde los jueces tomaban las declaraciones en tanto la seguridad estuvo a cargo de un centenar de guardias.
Los presos, que estaban acusados de homicidio simple, privación ilegítima de la libertad calificada, tentativa de evasión y tenencia de arma de guerra, entre otros delitos, mantuvieron un pacto de silencio y afirmaron que nada habían hecho y que nada habían visto. La ausencia de los cuerpos de las víctimas debido a su cremación era el hecho en que basaban su defensa. El Tribunal, sin embargo, consideró probado los homicidios: al retomar las autoridades el control de la cárcel faltaban 8 presos, y además los peritos encontraron dientes humanos en el horno y algunos presos declararon cómo habían cortado y quemado los cuerpos. 
El 10 de abril de 2000 Jorge Pedraza, Juan Murguia, Marcelo Brandán, Miguel Acevedo, Víctor Esquivel y Miguel Ángel Ruiz Dávalos fueron condenados a reclusión perpetua. Ariel Acuña, Héctor Galarza, Leonardo Salazar, Oscar Olivera, Mario Troncoso, Héctor Cóccaro, Jaime Pérez y Carlos Gorosito Ibáñez recibieron 15 años de prisión. Para Daniel Ocanto y Lucio Bricka la condena fue de 12 años; para Guillermo López Blanco se compensaron los seis meses de condena con el tiempo que pasó en prisión preventiva y Alejandro Ramírez fue absuelto.

## Los12 Apóstoles
- Marcelo Brandán Juárez
- Miguel Ángel Acevedo
- Jorge Alberto Pedraza
- Carlos Gorosito Ibáñez
- Marcelo González Pérez
- Jaime Pérez Sosa
- Víctor Esquivel
- Oscar Olivera Sánchez
- Carlos Villalba Mazzey
- Héctor Cóccaro Retamar
- Marcelo Vilaseco Quiroga
- Héctor Galarza Nannini

## Destino posterior de los implicados
Esta es la información conocida al 31 de marzo de 2016 sobre algunos de los condenados por el motín:
Juan José Murgia Canteros fue liberado del penal de Campana y asegura haber abandonado la delincuencia.
A la fecha se encuentran presos: Jorge Alberto Pedraza, que seguía cumpliendo su condena; Marcelo Brandán Juárez, que quedó en libertad en octubre de 2010, y tres meses después volvió a ser detenido por asalto y secuestro; Carlos Ángel Gorosito Ibáñez, que se fugó años después de una cárcel provincial en Mendoza y fue detenido en julio de 2013 en una causa de tráfico de drogas; Ariel Acuña Mansilla, que había recuperado la libertad y en mayo de 2015 la policía lo detuvo acusado de lesiones y otros delitos; Gustavo Javier Arin, que también obtuvo la libertad y luego fue detenido acusado de liderar una banda de piratas del asfalto; Lucio Bricka Puebla, quien luego de ser puesto en libertad fue acusado de delitos en varias ocasiones y su última detención públicamente conocida fue en junio de 2015, durante un operativo antidrogas realizado en Mar del Plata; y Javier Roldán Linares, que solo estuvo detenido 6 meses por su implicación con los servicios de inteligencia, actualmente vive en el extranjero.
Miguel Acevedo Barrionuevo murió en abril de 2007 sin haber abandonado la prisión, víctima de dos puntazos en el pecho y el abdomen durante una pelea entre internos; Rubén Darío Ocanto Ramírez, que fue puesto en libertad y era cartonero, tratando de cambiar su vida, murió asesinado de cinco tiros el 23 de diciembre de 2013 en Villa Oculta, uno de los barrios más peligrosos del oeste de la ciudad de Santa Fe; Guillermo López Blanco falleció de un infarto pocos meses después de que se fallara la causa y Leonardo Salazar falleció por complicaciones debido al SIDA.

## Película
En 2014 el director Jaime L. Lozano estrenó la película Motín en Sierra Chica, relatando los hechos que sucedieron en el motín ocurrido en la Pascua de 1996.